# Петрушевський Олександр Васильович
Олександр Васильович Петрушевський (9 жовтня 1898, Лунінець, нині Берестейська область Білорусі — 21 жовтня 1978, Москва) — радянський воєначальник білоруського походження, генерал-полковник (1954), Герой Радянського Союзу (1944).

## Біографія
Білорус, народився в сім'ї залізничника. Закінчив гімназію. Учасник Першої світової війни, закінчив школу прапорщиків, дослужився до звання поручика. У Червоній армії з 1918 року, учасник Громадянської війни в Росії. Після війни командував батальйоном, закінчив курси «Постріл» (1923) і Військову академію імені М. В. Фрунзе (1928). Пізніше служив командиром пои курсах «Постріл», з 1935 року — начальник штабу 20-ї стрілецької дивізії. У 1938 році закінчив Академію Генерального штабу.
У січні 1938 — травні 1941 року — заступник начальника штабу Білоруського (із літа 1940 — Західного) військового округу. Із 5 травня 1941 року — начальник штабу 13-ї армії.

### Німецько-радянська війна
З початком німецько-радянської війни комбриг Петрушевський продовжував бути начальником штабу 13-ї армії. На цій посаді він брав участь у Білостоцько-Мінській і Смоленській битвах, обороні Могильова, битві за Москву, Курській битві.
Із грудня 1943 по березень 1945 року — командир 104-го стрілецького корпусу. На цій посаді відзначився під час Корсунь-Шевченківської і Яссько-Кишинівської операцій. За успішний наступ у Румунії 13 вересня 1944 року удостоєний звання Героя Радянського Союзу.
Із березня 1945 року — командувач 46-ї армії 2-го Українського фронту. Брав участь у взятті Відня.

### Післявоєнний період
До червня 1946 року генерал-лейтенант Петрушевський продовжував командувати 46-ю армією. Із червня 1946 по лютий 1947 року він був начальником штабу Закавказького військового округу. У 1947—1950 роках — викладач у Військовій академії та головний військовий радник у Болгарії. У 1950—1953 роках — начальник штабу Західно-Сибірського військового округу, у 1953—1957 роках — військовий радник у Китаї, у 1957—1959 роках — начальник Військової академії. Із 1960 року — у відставці, жив і помер у Москві.

## Військові звання
- Полковник (1935)
- Комбриг (1939)
- Генерал-майор (1941)
- Генерал-лейтенант (1943)
- Генерал-полковник (1954)

## Нагороди
Герой Радянського Союзу (13 вересня 1944 року). Був нагороджений трьома орденами Леніна, п'ятьма орденами Червоного Прапора, двома орденами Суворова 2-го ступеня, орденом Кутузова 1-го ступеня, орденом Червоної Зірки, медалями «XX років РСЧА», «За взяття Відня», «За визволення Праги», «20 років перемоги у Великій вітчизняній війні», «30 років Радянської Армії та Флоту», «40 років Збройним силам СРСР», «50 років Збройним силам СРСР».